# Spec Ops (серия игр)
Spec Ops — серия военных видеоигр, созданных Zombie Studios. Игра в первую очередь была выпущена на PC, PlayStation и Dreamcast. Первые несколько игр в серии были разработаны Zombie Studios, а остальные — компанией Runecraft. То же касается и издателей: сначала игры были опубликованы Ripcord Games, а затем и Take-Two Interactive.

## История
Серия Spec Ops позиционируется как реалистичный шутер от первого/третьего лица, где игрок сражается с террористами. Первоначально игра была разработана Zombie Studios и опубликована Ripcord Games для PC. Первые две игры получили хорошие отзывы критиков. Последующие сиквелы для PlayStation и Dreamcast (разработчик Runecraft) имели меньший бюджет и были хуже приняты ими.

## Серии
| Название                       | Дата Релиза | Разработчик       | Издатель                                  | Платформы                                          |
| ------------------------------ | ----------- | ----------------- | ----------------------------------------- | -------------------------------------------------- |
| Spec Ops: Rangers Lead the Way | 1998        | Zombie Studios    | Ripcord Games                             | PC (Windows)                                       |
| Spec Ops: Ranger Team Bravo    | 1998        | Zombie Studios    | Ripcord Games                             | PC (Windows)                                       |
| Spec Ops II: Green Berets      | 1999        | Zombie Studios    | Ripcord Games                             | PC (Windows)                                       |
| Spec Ops: Stealth Patrol       | 2000        | Runecraft Ltd.    | Take-Two Interactive                      | PlayStation                                        |
| Spec Ops II: Omega Squad       | 2000        | Zombie Studios    | Ripcord Games                             | Dreamcast                                          |
| Spec Ops: Ranger Elite         | 2001        | Runecraft         | Take-Two Interactive                      | PlayStation                                        |
| Spec Ops: Covert Assault       | 2001        | Runecraft         | Take-Two Interactive                      | PlayStation                                        |
| Spec Ops: Airborne Commando    | 2002        | Big Grub          | Gotham Games                              | PlayStation                                        |
| Spec Ops: The Line             | 2012        | Yager Development | 2K Games (отделение Take-Two Interactive) | PC (Windows, Linux, OS X), PlayStation 3, Xbox 360 |